# Баттахтах-Арита
Баттахта́х-Арита́ (рос. Баттахтах-Арыта) — невеликий річковий острів на річці Анабар. Територіально відноситься до Якутії, Росія.
Розташований в нижній течії річки ближче до лівого берега, біля впадіння лівої притоки Истакан. Острів має видовжену форму, витягнутий із північного сходу на південний захід. Острів рівнинний, східний берег дещо стрімкий.
| Росія | Це незавершена стаття з географії Росії. Ви можете допомогти проєкту, виправивши або дописавши її. |